# Campeonato de Resistencia de Nürburgring

El Campeonato de Resistencia de Nürburgring (en alemán: Nürburgring Langstrecken-Serie o NLS, anteriormente VLN Langstreckenmeisterschaft Nürburgring) es una competición de automovilismo que se disputa en Nürburgring, Alemania desde el año 1977. El Campeonato de Nürburgring de Resistencia es organizado por la Veranstaltergemeinschaft Langstreckenpokal Nürburgring ("Comunidad de Organizadores de Copas de Nürburgring de Resistencia", abreviada VLN). Participan desde turismos de serie hasta gran turismos preparados para competición, divididos en numerosas clases semejantes a las usadas en las 24 Horas de Nürburgring. Los pilotos son puntuados en una única tabla, considerando la clasificación dentro de la clase en la que compiten, pero también teniendo en cuenta la cantidad de inscriptos en esa clase. Siempre se usa el Nordschleife combinado con el circuito corto, que actualmente totalizan 24.433 metros de recorrido. 
Anteriormente a la creación de la VLN y el campeonato, distintos clubes organizaban carreras en el circuito, cada una con su propio reglamento de automóviles. Cada club miembro de la NLS organiza una de las carreras del certamen. Todas se disputan un día sábado y son de resistencia, con una duración habitual de cuatro horas, salvo las 6 Horas del Ruhr, la carrera más prestigiosa del torneo. En ella, es obligatorio que cada automóvil sea pilotado por al menos dos pilotos. La segunda carrera más importante es la Copa de Münsterland (Münsterlandpokal), apodada "la Carrera del Jamón" ya que los ganadores de cada clase son premiados con jamones de Münster.

## Clases
El campeonato de divide en múltiples clases, donde se agrupan los vehículos según sus características. En 2024, hay cinco grupos de clases:
- NLS especiales: los vehículos más potentes, como los GT3.
- TCR: vehículos de la homologación TCR.
- NLS de producción: vehículos de calle con algunas modificaciones técnicas y de seguridad.
- Grupo H: vehículos antiguos.
- Copa: cada clase se divide con vehículos idénticos o muy similiares, como la que agrupa a los BMW M240i Racing Cup.

## Clubes miembros de la VLN
Miembros del ADAC
- MSC Adenau
- Dortmunder MC
- MSC Ruhrblitz Bochum
- AC Altkreis Schwelm
- MSC Sinzig
- ADAC-Westfalen

Miembros del DMV
- Renngemeinschaft Düren
- AC Monheim
- MSC Münster
- Rheydter Club für Motorsport

## Campeones
| Año  | Pilotos                                               | Automóvil            |
| ---- | ----------------------------------------------------- | -------------------- |
| 1977 | Ernst Thierfelder                                     | Simca Rallye         |
| 1978 | Hans Weisgerber                                       | BMW 2002             |
| 1979 | Wolfgang Kudrass / Norbert Schiffbauer                | Audi 50              |
| 1980 | Johannes Scheid                                       | Autobianchi A112     |
| 1981 | Johannes Scheid / Reinhold Köster                     | Fiat 127             |
| 1982 | Arno Wester / Walter Jirak                            | Volkswagen Golf      |
| 1983 | Karl-Heinz Schäfer                                    | Opel Kadett          |
| 1984 | Heinrich Sprungmann / Dierk Meyer                     | Volkswagen Golf      |
| 1985 | Karl-Heinz Kuhlendahl                                 | Volkswagen Scirocco  |
| 1986 | Herbert Kummle                                        | Ford Escort          |
| 1987 | Ludwig Nett / Jürgen Nett                             | Peugeot 205          |
| 1988 | Wolfgang Schrey / Günter Schrey                       | Mercedes-Benz 190    |
| 1989 | Lutz-Wilhelm Höhl                                     | Volkswagen Polo      |
| 1990 | Heinz-Otto Fritzsche / Jürgen Fritzsche               | Opel Kadett          |
| 1991 | Heinz-Otto Fritzsche / Jürgen Fritzsche               | Opel Kadett          |
| 1992 | Dirk Adorf / Guido Thierfelder                        | Citroën AX           |
| 1993 | Heinz-Otto Fritzsche / Roland Senge                   | Opel Astra           |
| 1994 | Johannes Scheid / Hans Widmann                        | BMW M3               |
| 1995 | Johannes Scheid / Hans Widmann                        | BMW M3               |
| 1996 | Dirk Adorf / Thomas Winkelhock                        | Opel Astra           |
| 1997 | Dirk Adorf / Heinz-Josef Bermes                       | Opel Astra           |
| 1998 | Johannes Scheid / Sabine Reck                         | BMW M3               |
| 1999 | Peter Zakowski / Hans-Jürgen Tiemann                  | Chrysler Viper       |
| 2000 | Jens Lührsen / Uwe Unteroberdörster                   | Suzuki Swift         |
| 2001 | Klaus-Peter Thaler / Heinz Remmen                     | Opel Astra           |
| 2002 | Mario Merten                                          | BMW Serie 3          |
| 2003 | Heinz-Otto Fritzsche / Jürgen Fritzsche               | Opel Corsa           |
| 2004 | Arnd Meier / René Wolff                               | BMW Serie 3 Compact  |
| 2005 | Claudia Hürtgen                                       | BMW Serie 3          |
| 2006 | Mario Merten / Wolf Silvester                         | BMW Serie 3          |
| 2007 | Heinz-Otto Fritzsche / Jürgen Fritzsche / Marco Wolf  | Opel Astra           |
| 2008 | Alexander Böhm / Matthias Unger                       | BMW Serie 3          |
| 2009 | Alexander Böhm / Christer Jöns / Sean Paul Breslin    | BMW Serie 3          |
| 2010 | Mario Merten / Wolf Silvester                         | BMW Z4               |
| 2011 | Carsten Knechtges / Manuel Metzger / Tim Scheerbarth  | BMW Z4               |
| 2012 | Ulrich Andree / Dominik Brinkmann / Christian Krognes | Volkswagen Scirocco  |
| 2013 | Dirk Groneck / Tim Groneck                            | Renault Clio         |
| 2014 | Rolf Derscheid / Michael Flehmer                      | BMW 325i (E90)       |
| 2015 | Dirk Groneck / Tim Groneck                            | Renault Clio Cup     |
| 2016 | Alexander Mies / Michael Schrey                       | BMW M325i Racing Cup |
| 2017 | Michael Schrey                                        | BMW M325i Racing Cup |
| 2018 | Philipp Leisen / Christopher Rink / Danny Brink       | BMW M325i            |
| 2019 | Yannick Fübrich / David Griessner                     | BMW M240i Racing Cup |
| 2020 | Philipp Leisen / Christopher Rink / Danny Brink       | BMW 325i             |
| 2021 | Philipp Leisen / Danny Brink                          | BMW 325i             |
| 2022 | Daniel Zils / Oskar Sandberg / Sindre Setsaas         | BMW 330i             |
| 2023 | Daniel Zils / Oskar Sandberg / Philipp Leisen         | BMW 330i             |

## Pilotos destacados
| Piloto              | Victorias absolutas |
| ------------------- | ------------------- |
| Olaf Manthey        | 30                  |
| Jürgen Alzen        | 29                  |
| Ullrich Richter     | 28                  |
| Arno Klasen         | 26                  |
| Marc Basseng        | 26                  |
| Edgar Dören         | 24                  |
| Peter Zakowski      | 22                  |
| Hans-Jürgen Tiemann | 21                  |
| Marcel Tiemann      | 19                  |
| Frank Stippler      | 15                  |
| Marc Lieb           | 13                  |
| Uwe Alzen           | 13                  |
| Otto Altenbach      | 12                  |
| Jürgen Oppermann    | 12                  |
| Jürgen Lässig       | 12                  |
| Timo Bernhard       | 10                  |
| Lucas Luhr          | 10                  |